# Tipula jativensis
Tipula jativensis är en tvåvingeart som beskrevs av Gabriel Strobl 1909. Tipula jativensis ingår i släktet Tipula och familjen storharkrankar. Inga underarter finns listade i Catalogue of Life.